# Cerithidea ornata
Cerithidea ornata е вид охлюв от семейство Potamididae. Видът не е застрашен от изчезване.

## Разпространение
Разпространен е в Китай, Филипини, Хонконг и Япония (Кюшу, Хоншу и Шикоку).